# Драката
Дра́ката (болг. Драката) — село в Благоєвградській області Болгарії. Входить до складу громади Струмяни.

## Населення
За даними перепису населення 2011 року у селі проживали 165 осіб, з них 163 особи (98,8%) — болгари.
Розподіл населення за віком у 2011 році:
Динаміка населення: